# Czarna Orawa
Die Czarna Orawa (deutsch Schwarze Arwa, slowakisch Čierna Orava) ist ein Fluss in der polnischen Woiwodschaft Kleinpolen in den Saybuscher Beskiden, konkret in dem Bergzug Arwa-Podhale Beskiden. Er ist einer der zwei Quellflüsse der Orava; der andere Quellfluss, die Biela Orava, liegt vollständig in der Slowakei.
Ihre Länge beträgt 29 Kilometer. Sie entspringt an den Hängen der Berge Bukowiński Wierch und Żeleźnica im Kreis Powiat Nowotarski und fließt in den Talkessel Kotlina Orawsko-Nowotarska. Sie mündet in den Orava-Stausee kurz vor der Grenze zur Slowakei. Vor der Errichtung des Stausees war der Fluss um 19 km länger und vereinte sich bei Ústie nad Oravou (heute nicht mehr bestehend) mit der Biela Orava zur Orava. Die Czarna Orawa ist einer der wenigen Flüsse Polens, die südlich der europäischen Hauptwasserscheide liegen und in das Schwarze Meer entwässern. In ihrem unteren Bereich fließt sie durch das 184 ha große Naturschutzgebiet Czarna Orawa (Natura 2000).